# Defy You
Defy You è un singolo della band punk The Offspring.
È stato registrato dopo l'uscita dell'album Conspiracy of One in modo che la canzone potesse essere presente nel film Orange County.
Oltre che nella colonna sonora di Orange County, il singolo fu pubblicato con una cover di One Hundred Punks, canzone dei Generation X e le performance live di Want You Bad e Self Esteem.
Questa canzone non fu mai inserita in nessun album degli Offspring, ma apparve nel loro Greatest Hits. Questo fu inoltre l'ultimo singolo con Ron Welty.
Ha raggiunto la posizione numero 8 nella classifica Billboard Mainstream Rock Tracks.

## Tracce[3][5][6]
1. Defy You
2. One Hundered Punks (Generation X)
3. Self Esteem (Live)
4. Want You Bad (Live)

## Formazione
- Dexter Holland - voce e chitarra
- Noodles - chitarra
- Greg K - basso
- Ron Welty - batteria

## Video
Il video per la canzone è stato girato nel novembre del 2001 ed è stato diretto da Dave Meyers (il quale ha partecipato anche alla realizzazione del video di Original Prankster) ed ha debuttato su MTV l'8 dicembre 2001.
La band suona la canzone davanti ad un negozio in cui accadono diversi eventi, eventi rilevanti per il titolo stesso della canzone.
Un uomo sospetto ruba degli oggetti dal negozio. Dei poliziotti presenti nel locale lo notano ed iniziano ad inseguirlo ma il ladro, nella fuga, stende un'altra persona presente nel negozio ed i poliziotti, distratti da questo fatto, arrestano l'uomo sbagliato.
Alla fine un gruppo di giovani viene attaccato da dei bulli, scatenando una rissa. Interviene la polizia ma i bulli riescono a farla franca, facendo ricadere la colpa sugli altri giovani.

## Classifiche
| Classifica (2002)             | Posizione massima |
| ----------------------------- | ----------------- |
| Austria                       | 54                |
| Germania                      | 62                |
| Italia                        | 17                |
| Stati Uniti                   | 77                |
| Stati Uniti (alternative)     | 8                 |
| Stati Uniti (mainstream rock) | 8                 |
| Stati Uniti (radio)           | 72                |
| Svizzera                      | 52                |